# HD40146
HD40146 — хімічно пекулярна зоря спектрального класу A0, що має видиму зоряну величину в смузі V приблизно  9,4.
Вона  розташована на відстані близько 1725,7 світлових років від Сонця.

## Пекулярний хімічний вміст
Зоряна атмосфера HD40146 має підвищений вміст 
Si
.